# Heracliden (mythologie)

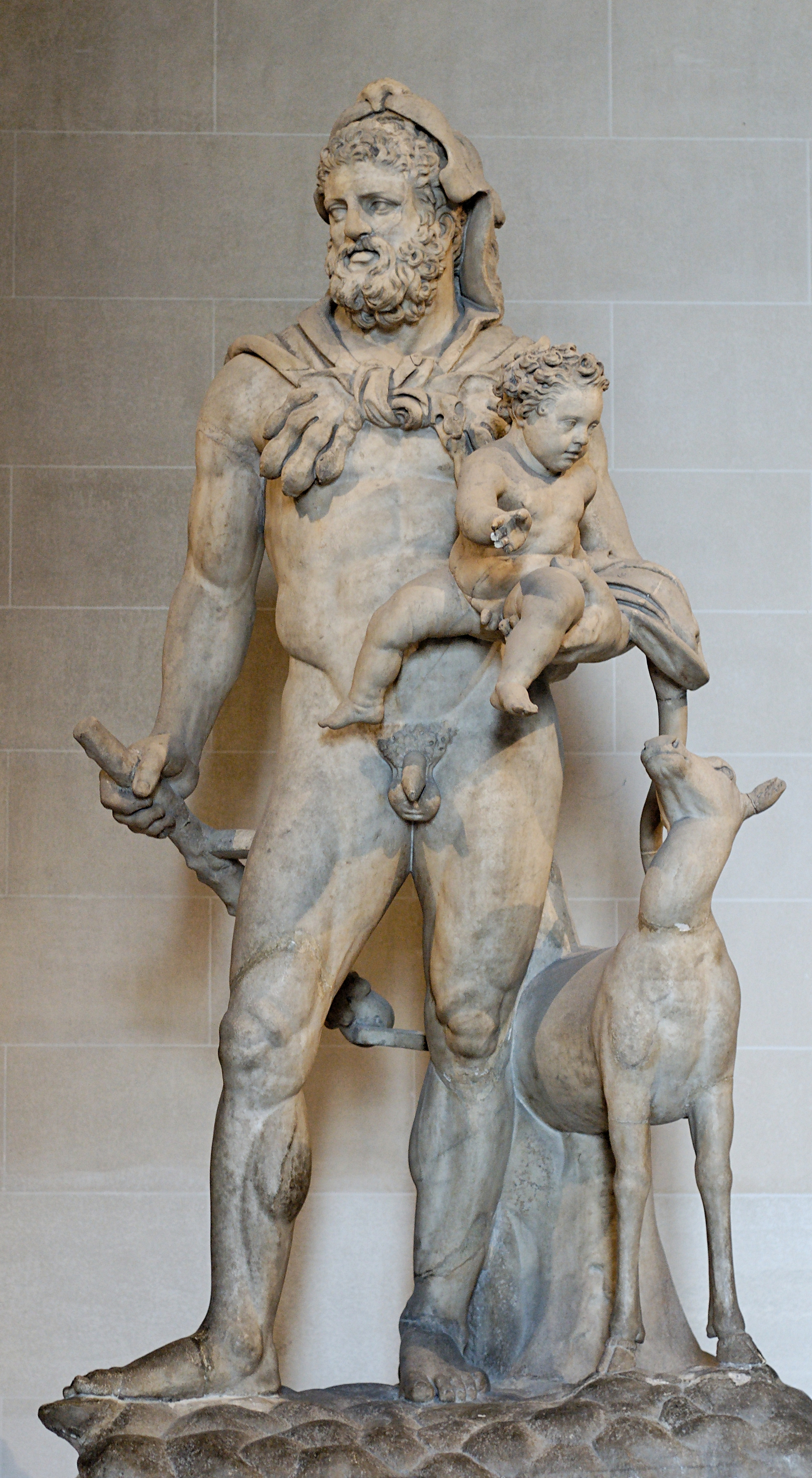
Herakles met zijn zoon Telephos, een van de Heracliden (Het Louvre, Parijs)

Heracliden (Oudgrieks Ἡρακλεῖδαι) is in de Griekse mythologie de gangbare verzamelnaam voor de nakomelingen van Herakles, die hij onder andere verwekte bij de koningin van Lydië, Omphale.

## De legende
Herakles' gezworen vijand, koning Eurystheus van Mykene, in wiens dienst de held twaalf moeilijke werken moest verrichten, bleef zelfs na de dood van Herakles ook diens kinderen vervolgen. Deze vluchtten, onder meer naar Attika, waar ze gastvrij onthaald werden door koning Theseus, met wiens hulp ze ook Eurystheus nabij Marathon versloegen en doodden, onder de leiding van Herakles’ oudste zoon Hyllos.
Vervolgens ondernamen de Heracliden verschillende pogingen om naar de Peloponnesos terug te keren en er hun heerschappij te vestigen, echter zonder succes. Toen het orakel van Delphi verkondigde dat dit kwam doordat de Heracliden vóór de bestemde tijd waren teruggekeerd, en ze de raad gaf te wachten tot de derde oogst, trok Hyllos zich wijselijk terug en besloot drie jaar te wachten. Toen de drie jaar voorbij waren trok hij weer op met zijn leger. Op de Isthmos werd hij opgewacht door Atreus, die intussen Eurystheus was opgevolgd in Mykene. Om nutteloos bloedvergieten te vermijden daagde Hyllos een willekeurige tegenstander uit tot een tweegevecht, met als inzet de heerschappij over de Peloponnesos. Hij legde daarbij de gelofte af dat de Heracliden, indien hij zou verliezen, vijftig jaar lang niet meer zouden terugkeren. Echemos, de koning van Tegea, nam de uitdaging aan. Hyllos sneuvelde in het gevecht en werd begraven in Megara, waarna zijn broers zijn gelofte respecteerden en zich voor opnieuw uit de Peloponnesos terugtrokken. Zij begrepen nu dat het orakel met de derde oogst in feite de derde generatie bedoelde.
En inderdaad, pas de drie achterkleinzonen van Hyllos slaagden erin de Peloponnesos te veroveren. Bij de verdeling van het territorium kreeg Temenos Argos toegewezen, Kresphontes Messenië. De derde, Aristodemos, werd door een blikseminslag gedood, maar zijn beide zonen kregen Sparta. Hun bondgenoot, de Aetoliër Oxylos, ontving Elis, terwijl de Arcadiërs hun onafhankelijkheid behielden.

## Toneelbewerking
Euripides maakte een tragedie rond de Heracliden genaamd Kinderen van Herakles. Het stuk, voor het eerst opgevoerd in 430 of 429 v.o.t., volgt hen in hun zoektocht naar bescherming tegen Eurystheus. Van Euripides is nog een andere tragedie bewaard met de kinderen van de held als smekelingen, Herakles.

## De werkelijkheid achter de legende?
De sage van de terugkeer van de Heracliden is grotendeels van Dorische oorsprong, en dateert in grote trekken uit de 8e / 7e eeuw v.Chr.
De Doriërs, en met name de Spartanen, gebruikten een vervalste legende om hun gewelddadige verovering van de Peloponnesos enigszins te legitimeren, om te kunnen doorgaan als rechtmatige heersers van het schiereiland. Daartoe hoefden zij slechts de stamvaders van hun adellijke geslachten in een of andere genealogische relatie met Herakles te brengen. Herakles zelf is echter nooit Dorisch geweest: hij gold veeleer als de nationale held van Thebe.
Een andere (oudere?) oplossing van het legitimatieprobleem is te vinden in de sage van Aigimios, de stamvader van de Doriërs, die Herakles’ zoon Hyllos zou geadopteerd hebben.